# 快把我哥带走 (电视剧)
《快把我哥带走》（英語：Take My Brother Away），2018年中国偶像剧。本剧改编幽灵姐妹同名漫画《快把我哥帶走》，由曾舜晞、孙千、王旭东、胡永涛、马柏全、吕小雨领衔主演，腾讯视频于2018年6月28日首播。

## 播出时间
| 频道     | 所在地   | 播映日期      | 播出时间                                   | 备注 |
| -------- | -------- | ------------- | ------------------------------------------ | ---- |
| 腾讯视频 | 中国大陆 | 2018年6月28日 | 每周四、五20：00更新2集，VIP会员提前看下周 |      |

## 演员列表

### 主要演员
| 演員                                       | 角色   | 介紹 |
| 曾舜晞 童年：劉若谷 （页面存档备份，存于） | 时分   | 從小父母離異便代父代母職，时秒的哥哥，班主任头疼排行榜第一的学生，爱惹是生非、卖萌耍贱，在恶作剧方面有着无穷无尽的才华。在外风光无限，在妹妹面前却永远帅不过3秒。不过，这并不妨碍他把妹妹看作生命中的第一位，关键时刻挺身而出。因为父母离异得早，所以便早早的当起了家照顾妹妹，有着一手让人羡慕又嫉恨的好厨艺。 |
| 孙千 童年：項瀅璇 （页面存档备份，存于）   | 时秒   | 时秒是时分的妹妹，外强中干，是典型的“讨好型人格”。兄妹俩在还未进入真正的社会时，就已经懵懂感悟到了在残酷社会的生存法则。二人可以因为各种日常小事冲突吵架大打出手，遇到困难的时候，却又坚定地站在对方一边，默默地守护彼此。                                                                                      |
| 王旭东 （页面存档备份，存于）              | 甄开心 | 甄开心是时分最要好的朋友，也是他多年的同桌。两人一起长大，上学时一起迟到，在教室里一起抄作业，考试时一起犯难，下课时一起驰骋运动场，每天过着与广大观众相似的平凡校园生活，也同样经历着与众不同的最不靠谱青春，時秒欣賞的對象，也是籃球隊裡的風雲人物。                                                          |
| 胡永涛 （页面存档备份，存于）              | 万岁   | 時分的哥們，万岁是隐形的高富帅，全球顶尖企业“万氏集团”的大公子。因为从小被过度保护，对现实世界知之甚少，所以他集“高富帅”和“傻白甜”于一身。为了躲避富有中学女生的疯狂追逐，转学到普通中学而認識了時分，並引發一系列有趣的事情。                                                                                  |
| 马柏全 （页面存档备份，存于）              | 万幸   | 万幸是万岁的弟弟，1岁开口讲话，3岁会背唐诗，9岁读完小学课程，12岁读完初中所有课程，智商160，掌管着家族企业并拥有家族企业百分之三十的股份。因为想感受普通人的生活，便跟着哥哥万岁到普通中学学习。與時秒、苗妙妙同班。                                                                                            |
| 吕小雨                                     | 苗妙妙 | 苗妙妙是时秒的闺蜜，爱好配音。妙妙拥有干物女的外表、萝莉的心，活泼可爱，对韩国欧巴、英国王子的八卦消息如数家珍。每当时秒有困难，妙妙都会尽全力帮助她。 |

### 其他演员
| 演員                          | 角色         | 介紹 |
| 许晓诺                        | 优乐         | 時分班上的班長，之前是個相貌平庸戴著粗框眼鏡、滿臉雀斑、牙齒矯正的人，突然一夕之間變成正妹，是時分心之所屬人！ |
| 李梦露 （页面存档备份，存于） | 王可可       | 時秒同班同學，時秒嚮往的朋友，是個從以前就是個風雲人物的班花                                                   |
| 蔡光泰                        | 黃兄         | |
| 張琛                          | 韓兄         | |
| 魏子昕 （页面存档备份，存于） | 卢老师       | 時分、甄開心、萬歲、優樂的歷史老師                                                                             |
| 王浠言 （页面存档备份，存于） | 田美娥       | 体育老师兼籃球社教練                                                                                           |
| 冷一丁                        | 英語老師     | 時秒、苗妙妙、萬幸、王可可的英語老師                                                                           |
| 陳小迪                        | 袁大頭       | 學校主任 |
| 赵叶索 （页面存档备份，存于） | 校医         | 十分關心時分的護理老師                                                                                         |
| 譚泉 （页面存档备份，存于）   | 程昊男       | 痞气十足的扛把子                                                                                               |
| 侯成飛                        | 小弟甲       | 程昊男的小弟                                                                                                   |
| 黃龍                          | 小弟乙       | 程昊男的小弟                                                                                                   |
| 雲天飛                        | 郝仁         | 與時分、甄開心、萬歲、優樂同班                                                                                 |
| 陳尚均                        | 大熊         | |
| 毛愛寧                        | 大熊媽媽     | |
| 閆全                          | 管家         | 萬歲、萬幸的管家                                                                                               |
| 劉楊                          | 何二蒙       | 與時秒、苗妙妙、萬幸、王可可同班                                                                               |
| 高倩                          | 軍訓食堂阿姨 | 在軍訓食堂煮飯的人                                                                                             |
| 國明                          | 外婆         | 時分時秒的外婆，得了老年痴呆                                                                                   |
| 董日升                        | 外公         | 時分時秒的外公，生病過世                                                                                       |
| 段玉璟                        | 甄開心媽媽   | 要讓他兒子學習不喜歡他打籃球，看他比賽讓他再打一學期                                                           |
| 金玲                          | 小仙女       | |
| 王百花                        | 傅百鎂       | 王可可閨蜜 |
| 王思伊                        | 鄭妹         | 胖女孩 |
| 何曉霞                        | 苗妙妙媽媽   | |
| 紫小玉                        | 程昊男媽媽   | |

### 友情客串
| 演員                        | 角色     | 介紹                                         |
| 罗海琼                      | 王佳     | 特邀出演                                     |
| 张本煜                      | 时针     | 時分時秒的父親，友情出演                     |
| 曹卫宇                      | 万一     | 學校門衛已離開，萬歲、萬幸的爺爺，友情出演   |
| 李泰                        | 趙堅強   | 29歲，長相英武，退役軍人，資深教官，友情出演 |
| 安杰 （页面存档备份，存于） | 徐大宇   | 職業籃球隊的一員，友情出演                   |
| 李藝彤                      | 芳姐     | 友情出演                                     |
| 張恒                        | 萬母     | 友情出演                                     |
| 禇栓忠                      | 王叔叔   | 友情出演                                     |
| 蘇凱                        | 萬一同伙 | 友情出演                                     |
| 袁愛武                      | 七大姑   |                                              |
| 邢薇                        | 八大姨   |                                              |
| 劉鴻倩                      | 六嬸     |                                              |
| 錢高                        | 六叔     |                                              |
| 紀新國                      | 四大爺   |                                              |
| 孟昭屹                      | 舅舅     |                                              |

## 电视原声带
| 曲序 | 曲目                 |          | 作曲     | 演唱     |
| ---- | -------------------- | -------- | -------- | -------- |
| 1.   | 笑容（主题曲）       | 苏运莹   | 苏运莹   | 苏运莹   |
| 2.   | 親密愛人（插曲）     | 小蟲     | 小蟲     | 張本煜   |
| 3.   | 樂園Eden（插曲）     | 三少     |          | 曾舜晞   |
| 4.   | 親親我的寶貝（插曲） | 周華健   | 周華健   | 李琦     |
| 5.   | 爺爺（插曲）         | 方裔如   | 曹格     | 曹格     |
| 6.   | 放開自己（插曲）     | 趙夢     | 趙夢     | 閃星樂隊 |
| 7.   | 心花放（插曲）       | 梁皓妍   | 羅堅     |          |
| 8.   | 寂靜之日（插曲）     | 便利商店 | 便利商店 | 便利商店 |